# Pelagem do cavalo

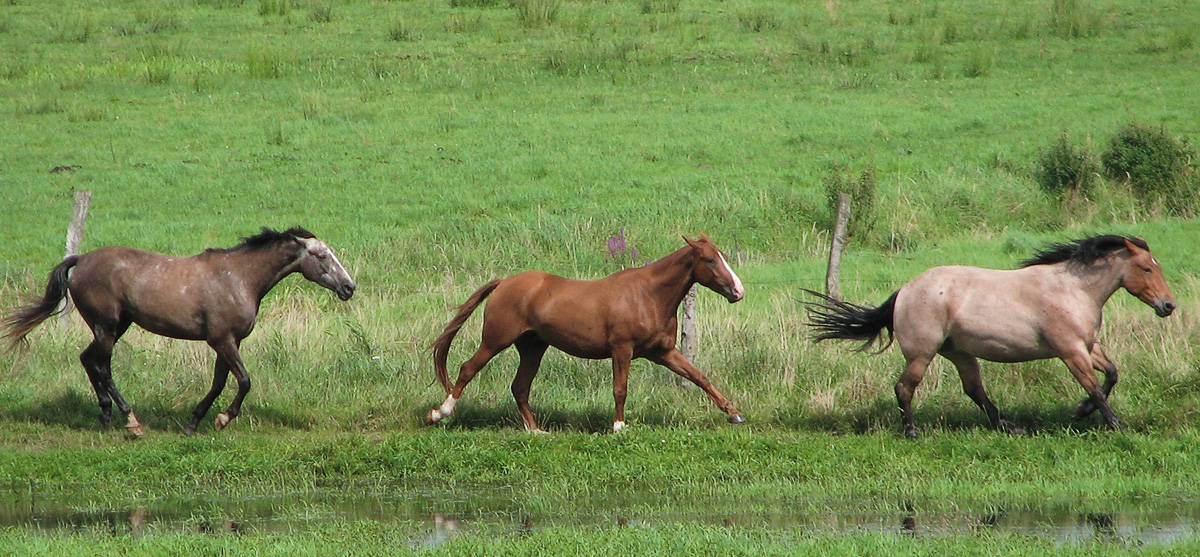
De esquerda para a direita: cavalos tordilho, alazão e ruão-castanho

A pelagem do cavalo é uma referência à coloração geral que caracteriza um cavalo.
De maneira mais detalhada, a pelagem é o conjunto formado principalmente pela pele, pelos do corpo, crina e a cauda do animal, podendo envolver também a cor dos olhos e cascos.

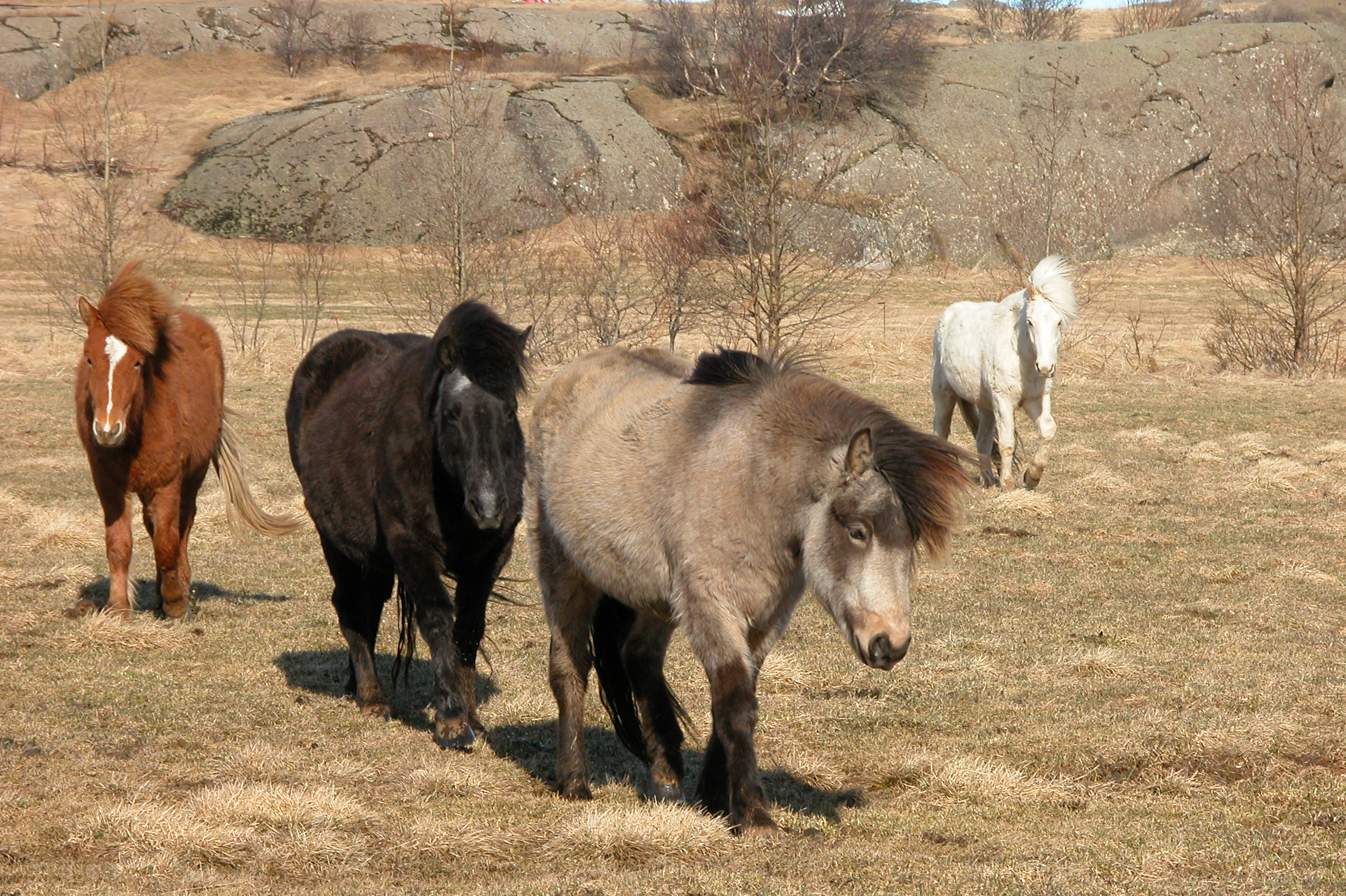
Da esquerda para a direita: pôneis alazão, negro, ruão e branco.

## Diversidade de pelagens
Os mamíferos selvagens costumam ter pelagens muito similares dentro de um mesma espécie ou subespécie. Por outro lado, a criação de animais em cativeiro favorece o aparecimento e transmissão de pelagens diferenciadas ou pouco comuns, e nesse sentido a diversificação de pelagens dos cavalos é um fenômeno que foi profundamente acentuado com a sua domesticação.
A pelagem dos cavalos primitivos tinha o genótipo EE AA DD (Bay Dun, homozigotos para Extension, Agouti e Dun, muito provavelmente carregando o gene Pangaré também), verificado em fósseis de ~42 700 anos (Imsland, F., McGowan, K., Rubin, C.-J., et al. 2016).
Os povos em contato com o cavalo deram-se conta das diferentes cores que esses animais podiam apresentar e, em muitos casos, intensificaram cruzamentos e deram a cada variedade um nome diferente. Assim, as terminologias tradicionais baseiam-se no aspecto exterior dos animais.

## Avanços genéticos
Desde Mendel supunha-se que as pelagens tinham uma origem genética, mas os progressos atingidos nos últimos cinquenta anos têm sido notáveis e têm tornado a questão mais complexa. Ao longo das últimas décadas, foram mapeados 66 alelos (considerando mutações e wild-types) responsáveis pela diversidade de pelagens e pelo seus mecanismos biológicos, e esses novos conhecimentos permitem uma terminologia de pelagens baseada nos genótipos. Contudo, em grande medida as terminologias tradicionais (baseadas nos fenótipos) podem ser aplicadas às terminologias atualizadas (inspiradas nos genótipos) sem muitas mudanças, o que atesta a impressionante capacidade de observação das sucessivas gerações de criadores de cavalo.

## Classificação tradicional
Há várias classificações possíveis de pelagens, incluindo novas classificações envolvendo os componentes genéticos associados a elas, sendo que cada uma é normalmente identificada com termos auxiliares do tipo "pelagens básicas", "pelagens diluídas", "modificadoras", "padrão", e assim por diante. A classificação convencional é baseada no aspecto exterior (fenótipos) dos animais, e é amplamente difundida entre criadores, amantes e no ambiente rural de forma geral. A lista aqui apresentada compreende apenas as pelagens mais principais, que podem desdobrar-se em outras variedades. 

### Pelagens simples

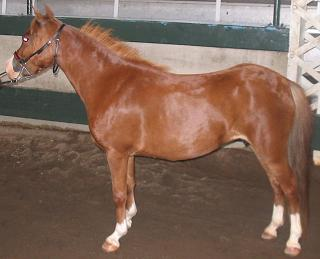
Pônei Shetland alazã.

#### Alazão
Pode variar sua tonalidade entre uma extensa gama de tons castanho-avermelhados. O mais escuro possui um tom quase arroxeado, enquanto que o mais claro é brilhante, possuindo um profundo tom ouro-avermelhado. Os alazões normalmente possuem marcas de tonalidades diversas. Podem apresentar crina, cauda e pintas castanhas ou negras, ou ainda, ter crina e cauda cor de palha dourada.

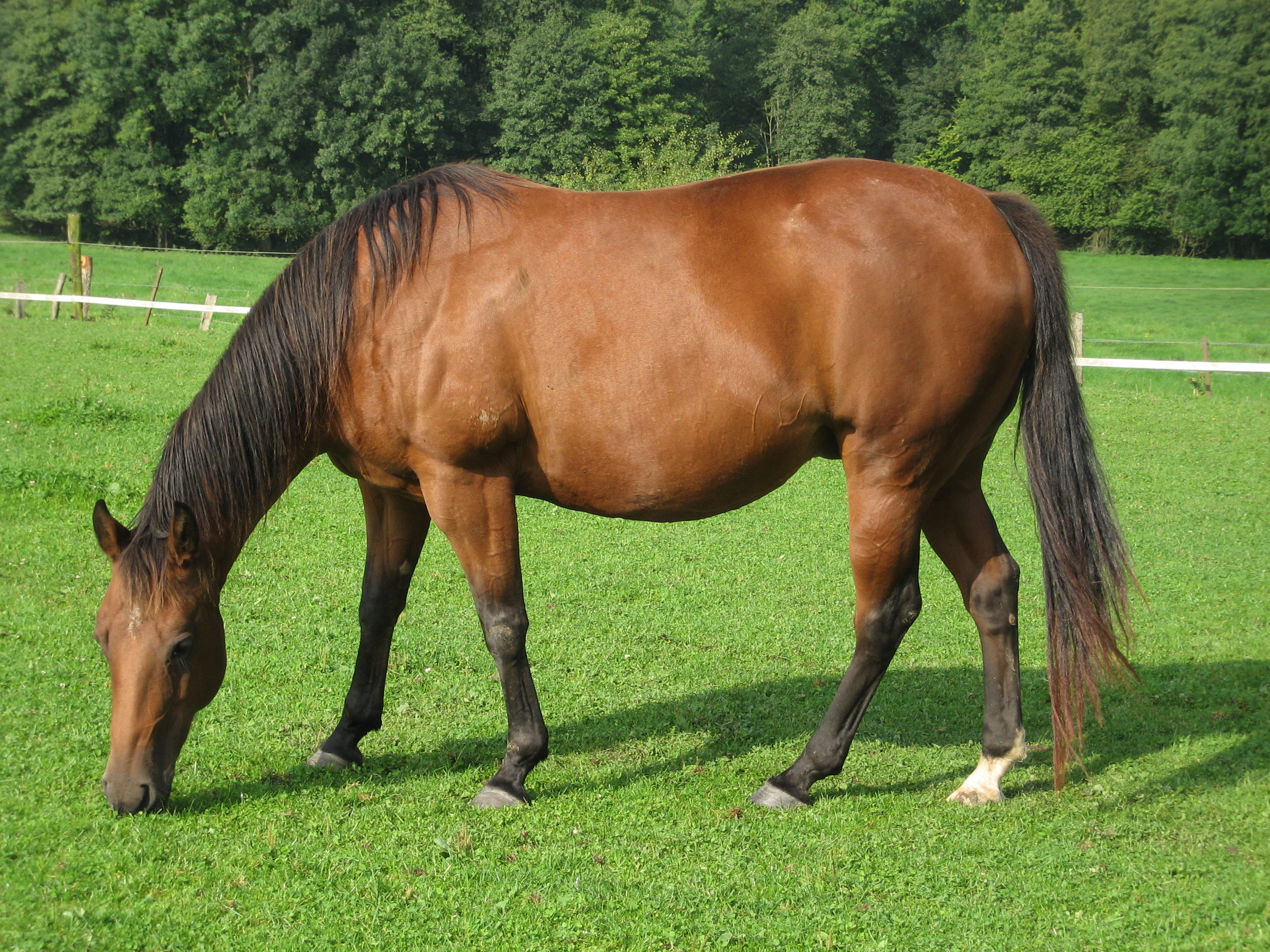
Quarto de milha castanho.

#### Branca
Os cavalos brancos podem ser tordilhos muito velhos, cuja pelagem tende a embranquecer com a idade, ou albinos, caso em que possuem olhos rosados e pele sem pigmentação. Os cavalos conhecidos como brancos são, de fato, tordilhos na maioria dos casos.

#### Negro ou preto
Apesar de ser atraente, muitas pessoas sentem-se predispostas contra ele por causa de sua fama de ser indigno de confiança. Outro motivo para a prevenção, possivelmente, reside no fato de os cavalos negros terem sido sempre usados nos funerais, antes do aparecimento do carro funerário motorizado.

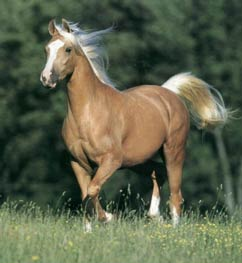
Cavalo palomino.

#### Palomino ou baio branco
Os palominos têm uma coloração dourado-clara, não apresentam marcas em seu pêlo e suas crinas e caudas são abundantes e soltas, quase brancas. A tonalidade varia de acordo com as estações do ano. A pelagem se torna mais clara, quase branca, durante o inverno, voltando a aparecer o tom dourado com o renascimento da pelagem de verão.
Pelagem simples e uniforme com crina, cauda e extremidades pretas

#### Baio
A cor vai desde o marrom-avermelhado até o marrom escuro, com cauda, crina e partes baixas das pernas (as chamadas "pontas" do animal) pretas. Por vezes os animais com essa pelagem são distinguidos entre baios escuros ou baios negros (pelagem vermelha ou marrom muito escuros), baios "sangue" ou típicos (pelagem marrom-avermelhada) e baios marrons (de cor acastanhada). Em todos os casos, as extremidades do animal, crina e cauda devem ser mais escuras ou negras.

### Pelagens compostas

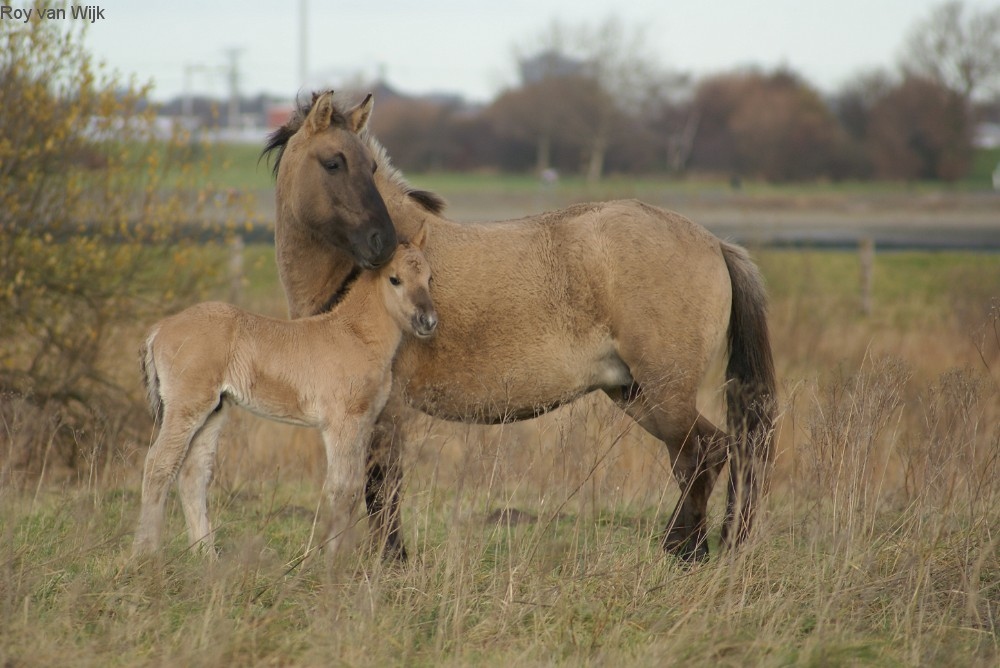
Égua e potro konik, de pelagem lobuno.

#### Lobuno ou libuno
Esta é a tonalidade dos cavalos e asnos pré-históricos. Várias raças mantêm essa pelagem hoje em dia e ela pode ser muito atraente, especialmente se houver pontos negros. O lobuno-dourado possui um tom levemente puxado para o tom de areia, enquanto a pelagem do lobuno-azulado é uma espécie de preto lavado, empalidecido, lhe dando reflexos azulados. A maioria dos cavalos lobunos possui uma listra escura sobre o dorso, que é uma das marcas primitivas dos equinos.

#### Rosilho
É o termo usado para denominar os animais com duas ou mais pelagens misturadas mas que não chegam a formar manchas, e que podem possuir diversas tonalidades dependendo da proporção dos vários pêlos que as compõem. O rosilho avermelhado é constituído por pêlo vermelho, amarelo e branco; o rosilho-azulado, por pêlo negro, amarelo e branco; o rosilho-alazão, por pêlo castanho, amarelo e branco.

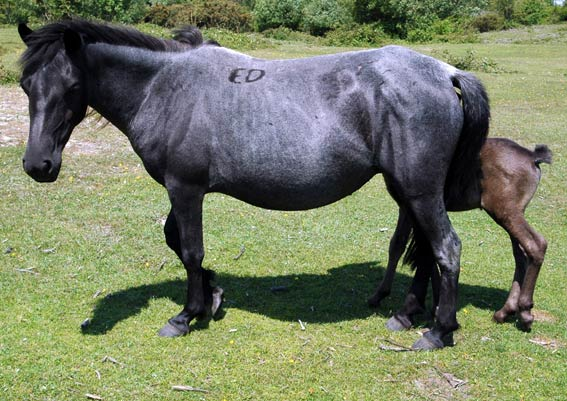
Pônei New Forest ruão-azulado.

#### Ruão ou ruano
Designa cavalos cuja pelagem é caracterizada por uma mistura de pêlos brancos e coloridos no corpo, enquanto a cabeça e as pontas do animal - parte de baixo das pernas, crina e cauda - são principalmente de cores uniformes e sólidas. Cavalos de pelagem ruão têm pêlos brancos intercalados com qualquer outra cor. A cabeça, crina, cauda e pernas têm poucos ou nenhum pêlo branco. Um verdadeiro ruão se apresenta desde o nascimento do animal, embora possa ser difícil de ver até que a pelagem do nascimento seja substituída. Em regiões mais frias, a pelagem dos animais pode clarear ou escurecer com a sucessão das estações do ano, mas diferentemente de cavalos cinzentos, os cavalos ruão não se tornam mais claros ao envelheceram. A misture de pêlos brancos e coloridos pode dar um aspecto prateado ao animal, assim como azulado-prateado ou rosado-prateado.

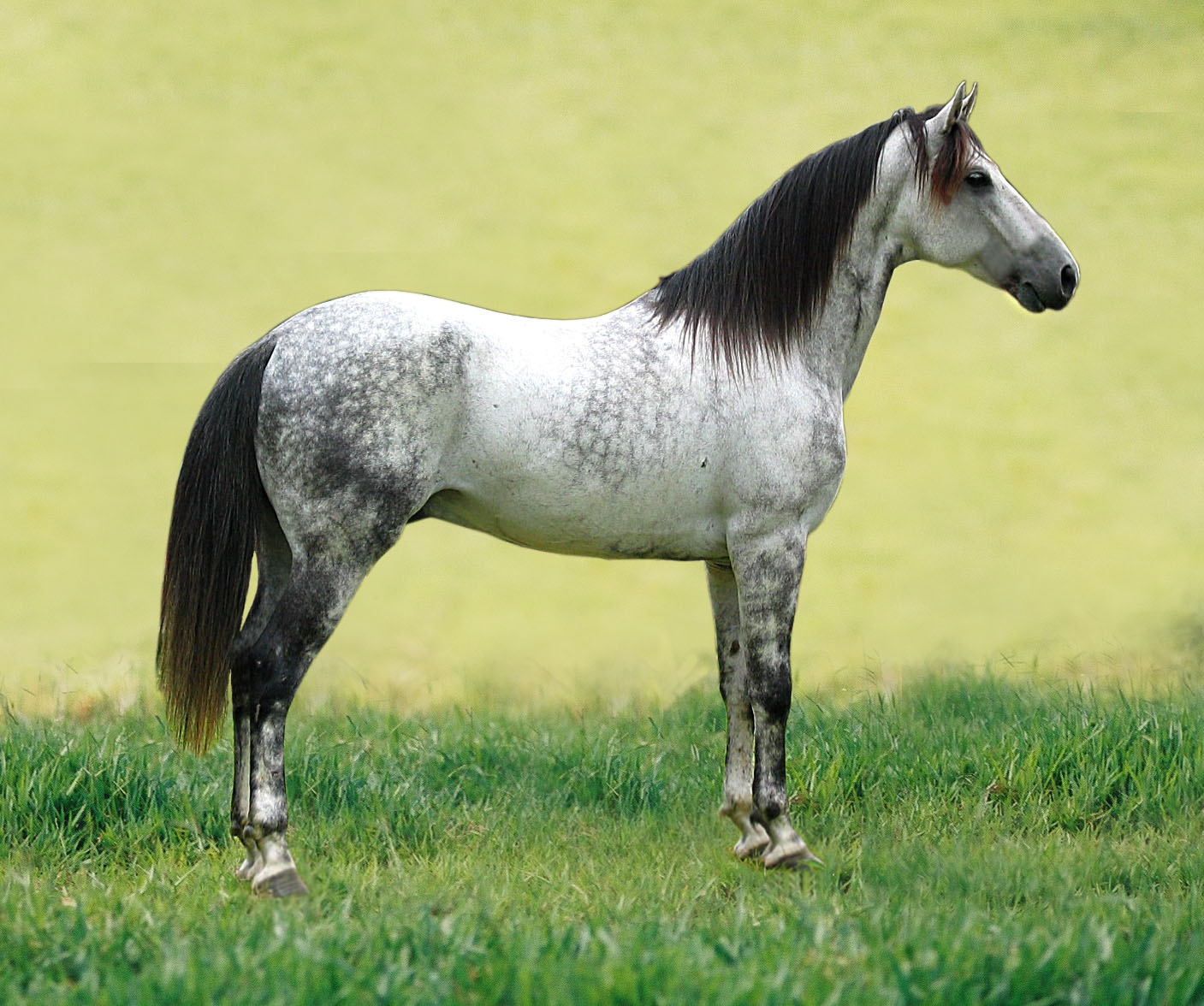
Cavalo tordilho.

#### Tordilho
Pode possuir círculos de pêlo negro pelo corpo, especialmente na parte traseira, dando-lhe o aspecto de um antigo cavalinho de balanço. Os tordilhos negros têm grande quantidade de pêlo negro espalhado pêlo corpo, geralmente escurecendo sua pelagem. Há tordilhos claros, nos quais o pêlo branco predomina sobre o negro, produzindo um efeito quase totalmente branco.

#### Zaino
É uma tonalidade rica e brilhante de castanho, aproximando-se da cor do mogno polido. Os cavalos zainos podem ter uma única tonalidade em todo o corpo ou podem ter crina, cauda e patas negras, quando são, então, propriamente descritos como zainos com pontos negros. Os cavalos dessa pelagem são tidos como muito espertos e são geralmente fortes e bem dispostos.

#### Zaino negro
Varia de tonalidade desde o zaino até quase o negro e, se houver alguma dúvida quanto à sua pelagem, a melhor maneira de desfazê-la é através do exame de pêlos curtos e finos encontrados no focinho. O zaino negro é tido como o cavalo ideal para shows, passeios e caçadas.

### Pelagens justapostas ou conjugadas

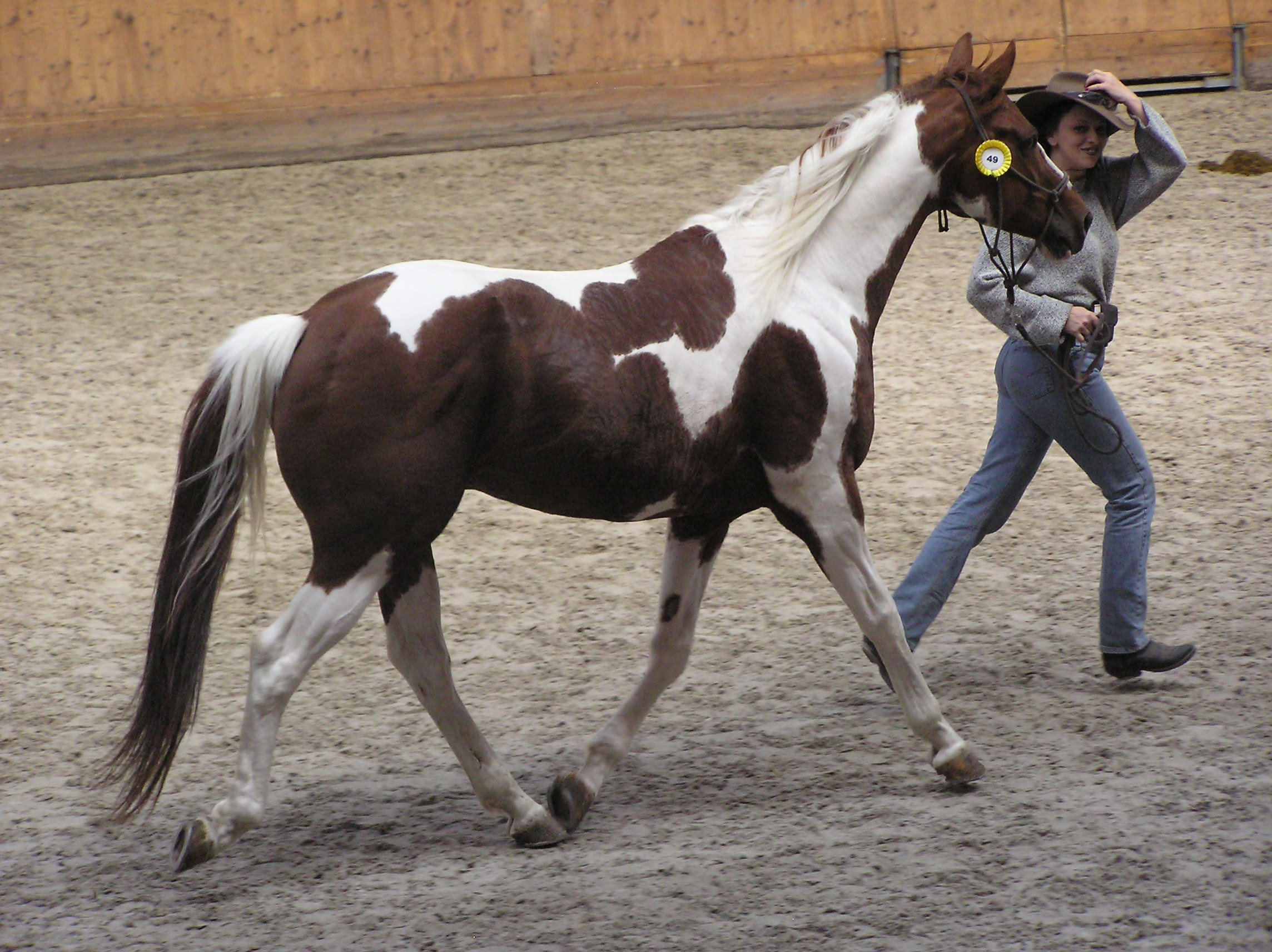
American Paint Horse overo do tipo skewbald.

#### Overo ou oveiro
Os cavalos overos possuem manchas, e podem ser do tipo piebald (animal malhado) quando possuem pêlo branco coberto por manchas negras grandes e irregulares; skewbald (um padrão de manchas de grandes áreas de pêlos), se as manchas forem castanhas, escuras ou avermelhadas, sobre um fundo também branco; e add-coloured (adicionar colorido), caso as manchas de duas ou mais tonalidades estão presentes sobre o fundo branco.

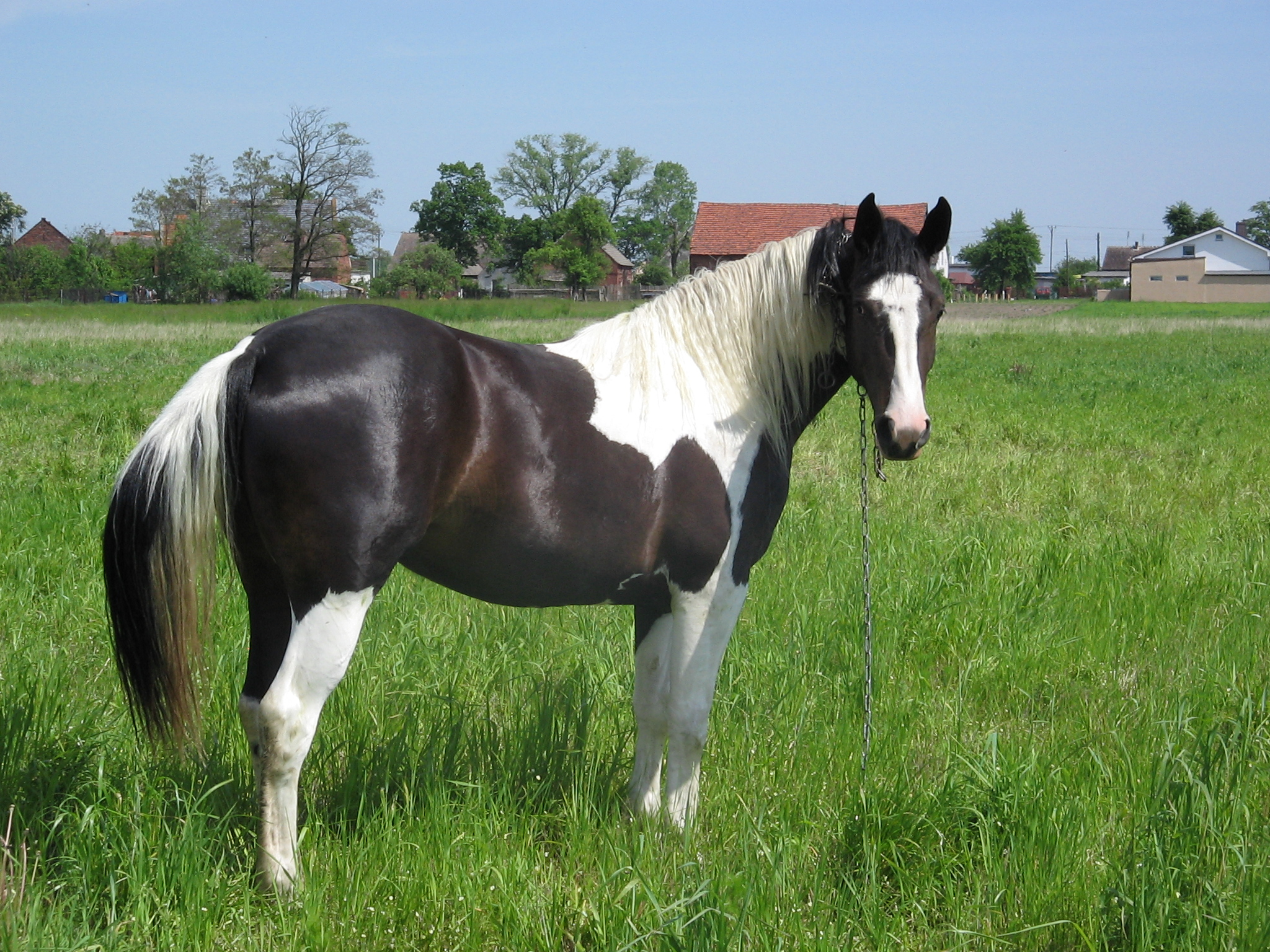
Cavalo pintado.

#### Pintado
Os cavalos pintados spotted podem possuir manchas de qualquer tonalidade e dispostas da maneira mais variada possível. Como são raros, seu preço é muito alto. Leopardo-pintado é o termo dado ao animal que apresenta manchas negras e bem definidas, uniformemente espalhadas sobre um fundo branco.

## Pelagem diluída
No caso dos cavalos, chama-se pelagem diluída ao tipo de pelagem que resulta da ação dos genes de diluição sobre as pelagem básicas. Portanto, as pelagens diluídas são de tonalidades mais claras que as das pelagens básicas.